# Soupisky BK Žabiny Brno
Článek obsahuje soupisky hráček basketbalového klubu Basket Žabiny Brno od roku 2008.

## Soupiska sezóny 2022/2023
| Číslo | Stát                | Hráčka               | Ročník | Výška  |
| ----- | ------------------- | -------------------- | ------ | ------ |
| 0     | Česko               | Zuzana Křížová       | 2004   | 181 cm |
| 1     | USA                 | Bria Holmes          | 1994   | 190 cm |
| 5     | Česko               | Natálie Stoupalová   | 1998   | 185 cm |
| 6     | Česko               | Adéla Buřtová        | 2001   | 166 cm |
| 8     | Česko               | Petra Záplatová      | 1991   | 175 cm |
| 9     | Česko               | Michaela Vacková     | 1993   | 179 cm |
| 10    | Česko               | Eliška Hamzová       | 2001   | 182 cm |
| 11    | Česko               | Michaela Vondráčková | 1991   | 176 cm |
| 12    | Česko               | Alena Hanušová       | 1991   | 191 cm |
| 14    | Česko               | Adéla Mezihoráková   | 2005   | 176 cm |
| 17    | Česko               | Lenka Šoukalová      | 1997   | 180 cm |
| 22    | Česko               | Emma Čechová         | 2004   | 194 cm |
| 23    | Česko               | Laura Mikšíková      | 2003   | 181 cm |
| 33    | USA                 | Elissa Cunane        | 2000   | 196 cm |
| 77    | Bosna a Hercegovina | Nikolina Knežević    | 1995   | 177 cm |

- Trenér: Viktor Pruša
- Asistent trenéra: Jan Bobrovský
- Asistent trenéra: Jakub Gazda

## Soupiska sezóny 2021/2022
| Číslo | Stát      | Hráčka               | Ročník | Výška  |
| ----- | --------- | -------------------- | ------ | ------ |
| 0     | Česko     | Kateřina Galíčková   | 2000   | 182 cm |
| 1     | USA       | Bria Holmes          | 1994   | 190 cm |
| 5     | Česko     | Natálie Stoupalová   | 1998   | 185 cm |
| 6     | Česko     | Adéla Buřtová        | 2001   | 166 cm |
| 8     | Česko     | Petra Záplatová      | 1991   | 175 cm |
| 9     | Česko     | Michaela Vacková     | 1993   | 179 cm |
| 10    | Česko     | Eliška Hamzová       | 2001   | 182 cm |
| 11    | Česko     | Michaela Vondráčková | 1991   | 176 cm |
| 12    | Slovensko | Anna Jurčenková      | 1985   | 195 cm |
| 14    | Česko     | Adéla Mezihoráková   | 2005   | 176 cm |
| 15    | Česko     | Sarah Beránková      | 1996   | 178 cm |
| 16    | Česko     | Kateřina Ebenhöhová  | 2003   | 194 cm |
| 17    | Česko     | Lenka Šoukalová      | 1997   | 180 cm |
| 18    | Česko     | Anežka Kopecká       | 2000   | 181 cm |
| 19    | Česko     | Klára Stloukalová    | 2002   | 185 cm |
| 23    | Česko     | Laura Mikšíková      | 2003   | 181 cm |
| 28    | Litva     | Monika Grigalauskyté | 1992   | 191 cm |

## Soupiska sezóny 2018/2019
| Číslo | Stát  | Hráčka               | Datum narození | Výška  | Příchod                        |
| ----- | ----- | -------------------- | -------------- | ------ | ------------------------------ |
| 0     | Česko | Kateřina Galíčková   | 2000           | 182 cm | TJ OP Prostějov – mládež       |
| 1     | Česko | Barbora Tomancová    | 1999           | 188 cm | Basket Žabiny Brno – mládež    |
| 5     | Česko | Natálie Stoupalová   | 1998           | 185 cm | Basket Žabiny Brno – mládež    |
| 7     | Česko | Barbora Peštálová    | 1998           | 175 cm | Basket Žabiny Brno – mládež    |
| 8     | Česko | Karolína Szcotková   | 1999           | 164 cm | TJ OP Prostějov – mládež       |
| 9     | Česko | Michaela Vacková     | 1993           | 177 cm | SK UP Olomouc                  |
| 10    | Česko | Sára Krumpholcová    | 1998           | 173 cm | Basket Žabiny Brno – mládež    |
| 11    | Česko | Sarah Švagerová      | 2000           | 166 cm | Basket Žabiny Brno – mládež    |
| 12    | Česko | Klára Křivánková     | 1996           | 183 cm | Basket Žabiny Brno – mládež    |
| 13    | Česko | Jana Hausknechtová   | 1992           | 178 cm | SK Noem Arch Brno              |
| 14    | Česko | Pavla Švrdlíková     | 1990           | 178 cm | KP Brno                        |
| 15    | Česko | Beáta Adamcová       | 1993           | 180 cm | KP Brno                        |
| 16    | Česko | Tereza Havlíková     | 2000           | 183 cm | Basket Žabiny Brno – mládež    |
| 17    | Česko | Lenka Šoukalová      | 1997           | 180 cm | Basket Žabiny Brno – mládež    |
| 18    | Česko | Kristýna Navrátilová | 2000           | 185 cm | Basket Žabiny Brno – mládež    |
| 32    | USA   | Whitney Bays         | 1992           | 188 cm | BK Jenisej Krasnojarsk (Rusko) |

## Soupiska sezóny 2017/2018
| Číslo | Stát       | Hráčka               | Datum narození | Výška  | Příchod                 |
| ----- | ---------- | -------------------- | -------------- | ------ | ----------------------- |
| 0     | Česko      | Kateřina Galíčková   | 2000           | 182 cm | BK Žabiny Brno - mládež |
| 1     | Česko      | Barbora Tomancová    | 1999           | 188 cm | BK Žabiny Brno - mládež |
| 5     | Česko      | Natálie Stoupalová   | 1998           | 185 cm | BK Žabiny Brno - mládež |
| 6     | Chorvatsko | Tea Buzov            | 1990           | 177 cm |                         |
| 9     | Česko      | Michaela Vacková     | 1993           | 177 cm | BK Žabiny Brno - mládež |
| 10    | Česko      | Sára Krumpholcová    | 1998           | 173 cm | BK Žabiny Brno - mládež |
| 12    | Česko      | Klára Křivánková     | 1996           | 183 cm | BK SŠMH Brno            |
| 13    | Česko      | Jana Hausknechtová   | 1992           | 180 cm | Hradecké Lvice          |
| 14    | Česko      | Pavla Švrdlíková     | 1990           | 185 cm | KP Brno                 |
| 15    | Česko      | Beáta Adamcová       | 1993           | 180 cm | KP Brno                 |
| 17    | Česko      | Lenka Šoukalová      | 1997           | 177 cm | BK Žabiny Brno - mládež |
| 18    | Česko      | Kristýna Navrátilová | 1998           | 185 cm | BK Žabiny Brno - mládež |
| 32    | USA        | Whitney Bays         | 1992           | 188 cm | Enisey, Rusko           |

## Soupiska sezóny 2015/2016
| Číslo | Stát      | Hráčka              | Datum narození | Výška  | Příchod               |
| ----- | --------- | ------------------- | -------------- | ------ | --------------------- |
| 4     | Česko     | Tereza Vitulová     | 28.1.1999      | 188 cm | BK SŠMH Brno          |
| 6     | Česko     | Gabriela Giacintová | 12.1.1988      | 168 cm | KP Brno               |
| 7     | Česko     | Lucie Hošková       | 4.8.1998       | 178 cm | BK SŠMH Brno          |
| 8     | Česko     | Kristýna Brabencová | 16.12.1999     | 181 cm | BK SŠMH Brno          |
| 10    | Česko     | Barbora Kašpárková  | 4.7.1992       | 185 cm | BK SŠMH Brno          |
| 11    | Česko     | Kateřina Sedláková  | 28. 4. 1990    | 176 cm | KP Brno               |
| 12    | Česko     | Klára Křivánková    | 14.10.1996     | 183 cm | BK SŠMH Brno          |
| 13    | Česko     | Jana Hausknechtová  | 15. 3. 1992    | 180 cm | BK Handicap Tišnov    |
| 14    | Česko     | Pavla Švrdlíková    | 15.9.1990      | 185 cm | KP Brno               |
| 15    | Česko     | Beáta Adamcová      | 13. 1. 1993    | 180 cm | KP Brno               |
| 16    | Česko     | Adéla Neubauerová   | 5.3.1998       | 168 cm | TJ OP Prostějov       |
| 17    | Česko     | Lenka Šoukalová     | 15.3.1997      | 177 cm | BK SŠMH Brno          |
| 18    | Česko     | Natálie Stoupalová  | 13.7.1998      | 185 cm | BK SŠMH Brno          |
| 20    | Slovensko | Regina Palušná      | 6.6.1989       | 192 cm | BC Belfus Namur (BEL) |

## Soupiska sezóny 2013/2014
| Číslo  | Stát      | Hráčka                   | Datum narození | Výška  | Pozice         |
| ------ | --------- | ------------------------ | -------------- | ------ | -------------- |
| 4      | Česko     | Alena Hanušová           | 29.5.1991      | 189 cm | Power Forward  |
| 5      | Česko     | Veronika Vlková          | 26.8.1984      | 175 cm | Point Guard    |
| 6      | Česko     | Aneta Mainclová          | 9.6.1996       | 191 cm | Center         |
| 7      | Švédsko   | Ashley Key               | 1.6.1985       | 180 cm | Point Guard    |
| 8      | Švédsko   | Danielle Hamilton-Carter | 23.1.1990      | 192 cm | Center         |
| 9      | Česko     | Klára Křivánková         | 14.10.1996     | 183 cm | Power Forward  |
| 10     | Česko     | Barbora Kašpárková       | 4.7.1992       | 185 cm | Center         |
| 11     | Slovensko | Ivana Jalčová            | 25.10.1983     | 183 cm | Shooting Guard |
| 12     | Slovensko | Anna Jurčenková          | 26.7.1985      | 195 cm | Center         |
| 13     | Česko     | Renata Zrůstová          | 27.5.1990      | 179 cm | Small Forward  |
| 14     | Česko     | Tereza Pecková           | 10.7.1987      | 187 cm | Power Forward  |
| Trenér | Česko     | Mgr. Jan Bobrovský       | 29.3.1945      |        |                |

## Soupiska sezóny 2011/2012
| Číslo  | Stát      | Hráčka                 | Datum narození | Výška  | Pozice         |
| ------ | --------- | ---------------------- | -------------- | ------ | -------------- |
| 4      | Česko     | Alena Hanušová         | 29.5.1991      | 189 cm | Power Forward  |
| 5      | USA       | Jasmine Lorreta Thomas | 30.9.1989      | 175 cm | Guard          |
| 6      | Česko     | Romana Hejdová         | 9.5.1988       | 183 cm | Small Forward  |
| 7      | Česko     | Romana Stehlíková      | 16.9.1985      | 190 cm | Power Forward  |
| 8      | Slovensko | Marta Páleníková       | 6.12.1992      | 182 cm | Guard, Forward |
| 9      | Švédsko   | Martina Stålvant       | 27.5.1989      | 175 cm | Point Guard    |
| 10     | Česko     | Barbora Kašpárková     | 4.7.1992       | 181 cm | Center         |
| 11     | Česko     | Aneta Půlpánová        | 29.12.1990     | 178 cm | Small Forward  |
| 12     | Česko     | Monika Šívrová         | 6.1.1992       | 177 cm | Small Forward  |
| 13     | Švédsko   | Farhiya Abdi           | 31.5.1992      | 188 cm | Forward        |
| 14     | Česko     | Tereza Pecková         | 10.7.1987      | 187 cm | Power Forward  |
| 15     | Česko     | Ivana Večeřová         | 30.3.1979      | 195 cm | Center         |
| Trenér | Česko     | Mgr. Jan Bobrovský     | 29.3.1945      |        |                |

## Soupiska sezóny 2010/2011
| Číslo | Stát       | Hráčka             | Datum narození | Výška  | Pozice                   |
| ----- | ---------- | ------------------ | -------------- | ------ | ------------------------ |
| 4     | Česko      | Alena Hanušová     | 29.5.1991      | 189 cm | pivotka                  |
| 5     | Černá Hora | Jelena Škerović    | 23.12.1980     | 177 cm | rozehrávačka (kapitánka) |
| 6     | Česko      | Romana Hejdová     | 9.5.1988       | 183 cm | křídelnice               |
| 7     | Česko      | Romana Stehlíková  | 16.9.1985      | 175 cm | křídelnice               |
| 8     | Švédsko    | Frida Eldebrink    | 4.1.1988       | 174 cm | křídelnice               |
| 9     | Česko      | Irena Borecká      | 5.11.1980      | 176 cm | křídelnice               |
| 10    | Česko      | Barbora Kašpárková | 4.7.1992       | 181 cm | pivotka                  |
| 11    | Česko      | Tereza Sedláčková  | 12.5.1992      | 183 cm | křídelnice               |
| 12    | Česko      | Monika Šívrová     | 6.1.1992       | 177 cm | křídelnice               |
| 13    | Česko      | Pavla Švrdlíková   | 15.9.1990      | 185 cm | pivotka                  |
| 14    | Švédsko    | Louice Halvarsson  | 15.1.1989      | 189 cm | pivotka                  |
| 35    | USA        | Cheryl Ford        | 6.6.1981       | 191 cm | pivotka                  |

## Soupiska sezóny 2009/2010
| Číslo | Stát       | Hráčka                  | Datum narození | Výška  | Pozice                 |
| ----- | ---------- | ----------------------- | -------------- | ------ | ---------------------- |
| 4     | Česko      | Alena Hanušová          | 29.5.1991      | 189 cm | pivotka                |
| 5     | Česko      | Barbora Kašpárková      | 4.7.1992       | 181 cm | rozehrávačka           |
| 6     | Česko      | Romana Hejdová          | 9.5.1988       | 183 cm | pivotka                |
| 7     | Německo    | Linda Fröhlich          | 23.6.1979      | 187 cm | rozehrávačka           |
| 8     | Česko      | Tereza Sedláčková       | 12.5.1992      | 183 cm | pivotka                |
| 9     | Česko      | Hana Horáková           | 11.9.1979      | 182 cm | křídelnice (kapitánka) |
| 10    | USA        | DeWanna Bonner          | 21.8.1987      | 193 cm | křídelnice             |
| 11    | USA        | Taj McWilliams-Franklin | 20.10.1970     | 188 cm | pivotka                |
| 12    | Slovensko  | Zuzana Žirková          | 6.6.1980       | 175 cm | křídelnice             |
| 13    | Česko      | Petra Kulichová         | 13.9.1984      | 198 cm | rozehrávačka           |
| 14    | Česko      | Ornella Monteiro        | 12.2.1992      | 170 cm | pivotka                |
| 15    | Česko      | Eva Vítečková           | 26.1.1982      | 190 cm | pivotka                |
| 16    | Česko      | Romana Stehlíková       | 16.9.1985      | 190 cm | pivotka                |
| 17    | Česko      | Markéta Šívrová         | 5.1.1992       | 177 cm | pivotka                |
| 18    | Česko      | Monika Šívrová          | 5.1.1992       | 177 cm | pivotka                |
| 19    | Česko      | Tereza Hummlová         | 16.11.1988     | 172 cm | pivotka                |
| 22    | Austrálie  | Hollie Grima            | 16.12.1983     | 190 cm | křídelnice             |
| 33    | Černá Hora | Jelena Škerovič         | 23.12.1980     | 175 cm | rozehrávačka           |

## Soupiska sezóny 2008/2009
| Číslo | Stát      | Hráčka                | Datum narození | Výška  | Pozice       |
| ----- | --------- | --------------------- | -------------- | ------ | ------------ |
| 4     | Maďarsko  | Zsófia Fegyverneky    | 29.9.1984      | 176 cm | rozehrávačka |
| 5     | Lotyšsko  | Liene Jansone         | 22.5.1981      | 190 cm | pivotka      |
| 6     | Česko     | Romana Hejdová        | 9.5.1988       | 183 cm | křídelnice   |
| 7     | Mali      | Hamchetou Maiga-Ba    | 25.4.1978      | 185 cm | křídelnice   |
| 8     | Německo   | Linda Fröhlich        | 23.6.1979      | 190 cm | pivotka      |
| 9     | Česko     | Hana Machová          | 11.9.1979      | 182 cm | rozehrávačka |
| 10    | USA       | Tamika Whitmore       | 5.6.1978       | 188 cm | křídelnice   |
| 11    | Česko     | Romana Stehlíková     | 16.9.1985      | 190 cm | křídelnice   |
| 12    | Slovensko | Zuzana Žirková        | 6.6.1980       | 175 cm | rozehrávačka |
| 13    | Česko     | Petra Kulichová       | 13.9.1984      | 198 cm | pivotka      |
| 14    | Česko     | Timea Ivkovicné-Berés | 21.10.1976     | 192 cm | pivotka      |
| 15    | Česko     | Eva Vítečková         | 28.1.1982      | 190 cm | křídelnice   |